# 中倉鼠屬
中倉鼠屬为囓齒目倉鼠科的一屬，而與本屬同科的動物尚有毛足鼠屬（小毛足鼠）、大倉鼠屬（大倉鼠）、原倉鼠屬（原倉鼠）、倉鼠屬（高山倉鼠）等之數種哺乳動物。

## 分类
中倉鼠屬的物種有：
- 金色中倉鼠（Mesocricetus auratus）又名金倉鼠、敘利亞倉鼠
- 布氏中倉鼠（Mesocricetus brandti）又名土耳其仓鼠
- 羅馬尼亞中倉鼠（Mesocricetus newtoni）
- 高加索中倉鼠（Mesocricetus raddei）